# Contest (film)
Pour plus de détails, voir Fiche technique et Distribution.
Contest est un film américain écrit et réalisé par Anthony Joseph Giunta et sorti en 2013.

## Synopsis
Un adolescent victime de harcèlement scolaire et son tourmenteur participent à un concours de cuisine télévisé et développent une amitié inattendue.

## Fiche technique
- Titre original : Contest
- Titre français :
- Titre québécois :
- Réalisation : Anthony Joseph Giunta
- Scénario : Anthony Joseph Giunta
- Direction artistique : Yvette Granata
- Décors : Nicole Teeny
- Costumes : Nikia Nelson
- Photographie : Giacomo Belletti
- Son :
- Montage : Robert Larkin
- Musique :
- Production : Howard T. Alter et Martin Katz
- Société(s) de production : Contest LLC et Percolate Productions
- Société(s) de distribution :
- Budget :
- Pays d'origine :  États-Unis
- Langue originale : Anglais
- Format : couleur - 35 mm - 2,35:1 - son Dolby numérique
- Genre : Drame
- Durée : 103 minutes
- Dates de sortie : 2013

## Distribution
- Kenton Duty : Matt Prylek
- Daniel Flaherty : Tommy Dolen
- Katherine McNamara : Sarah O'Malley
- Mary Beth Peil : Angela Maria Tucci
- Kyle Dean Massey : Kyle Prylek
- Chris Riggi : Ned
- Owen Teague : Bobby
- Jan Uczkowski : Philip King
- Tina Benko : Rhonda
- Marc John Jefferies : Xav
- Robert Wuhl : Zack Conti